# Nodaria
Nodaria là một chi bướm đêm trong họ Erebidae.
Chi này gồm các loài:
- Nodaria fusca Hampson, 1895
- Nodaria externalis Guenée, 1854
- Nodaria nodosalis
- Nodaria simplex Hampson, 1898